# Paracladopelma winnelli
Paracladopelma winnelli är en tvåvingeart som beskrevs av Jackson 1977. Paracladopelma winnelli ingår i släktet Paracladopelma och familjen fjädermyggor. Inga underarter finns listade i Catalogue of Life.